# Оболенский, Василий Никитич
Князь Василий Никитич Оболенский (ум. 1501) — боярин князя Андрея Васильевича Углицкого и воевода, старший сын князя Никиты Ивановича. 
Не имея перспектив пробиться в боярскую думу великого князя Ивана III Васильевича, служил его брату, удельному князю углицкому. В качестве воеводы участвовал в разных походах против татар, а также назначался воеводой в Нижний Новгород и Серпухов. После опалы и смерти Андрея Углицкого находился на великокняжеской службе.

## Происхождение
Василий происходил из княжеского рода Оболенских — потомков удельных князей, правивших Оболенским княжеством. В ноябре 1368 года при захвате Оболенска великим князем литовским Ольгердом погиб князь Константин. Сыновья Константина были вассалами московских князей, сохраняя при этом владетельные права в Оболенском княжестве. Князья Оболенские были потомками одного из сыновей Константина — Ивана. Они со второй половины XIV века стали вторым княжеским родом, который, перейдя на службу к великим князьям московским, сохранил княжеский титул. Однако в отличие от князей Патрикеевых они не смогли сразу же войти в состав боярской думы великого князя. Только благодаря долгой и верной службе, а также сыграв важную роль в победе Василия II Тёмного над Дмитрием Шемякой, Оболенские начали попадать в число бояр. Неизвестно, были ли у них какие-то суверенные права, однако у них сохранялись владения в Оболенском княжестве.
Старшим из сыновей удельного оболенского князя Ивана Константиновича был Никита Иванович. О его службе ничего неизвестно. Он брака с неизвестной он оставил пятерых сыновей, старшим из которых был Василий.

## Биография
После смерти Василия II Тёмного князь Василий Оболенский оказался на службе у одного из сыновей покойного великого князя — углицкого князя Андрея Васильевича Большого. По мнению А. А. Зимина, переход Василия на службу к удельному князю связан с тем, что в момент выделения уделов сыновьям Василия II Тёмного старшим в роде Оболенских был князь Василий Иванович Косой, боярин великого князя Ивана III Васильевича, младший брат отца Василия Никитича. Из-за родовой системы наследования чинов Василий Никитич не имел перспектив войти в состав великокняжеской думы, а переход на службу к удельному князю позволил ему сразу же стать боярином. Около 1474—1491 годов он упоминается в этом качестве в суде князя Андрея Большого.
В 1472 году Василий был послан против татар, совершивших нашествие на земли Московского царства; на берегу реки Оки встретил их и прогнал обратно. В 1479 году он сопровождал углицкого князя Андрея Васильевича Большого при его бегстве от великого князя московского Ивана III Васильевича. В следующем году князья Андрей и Борис Васильевич послали Василия из Молвятиц к великому князю Ивану III для объяснений. 
В последующие годы Василий упоминается воеводой в нескольких походах. В 1482 году он был отправил вторым воеводой в Нижнем Новгороде для охраны московских областей от казанского хана Ильхама. А 29 января 1487 года Василий, будучи воеводой князя Андрея, был 3-м воеводой в полку правой руки судовой рати из Москвы в поход на Казань для низвержения хана Ильхама и возведения на Казанское царство его брата Мухаммеда-Амина.
После опалы и смерти Андрея Углицкого находился на великокняжеской службе. В 1493 году он был воеводой в городе Серпухов.
Василий умер в 1501 году. Его дети находились на великокняжеской службе, один из них дослужился до чина боярина.

## Брак и дети
Имя жены Василия неизвестно. Дети:
- Иван Васильевич Курля (ум. после 1516), воевода, родоначальник князей Курлятьевых-Оболенских[7][13].
- Михаил Васильевич[7][13].
- Никита Васильевич Хромой (ум. 1540), боярин, воевода[7][13].